# Чък Паланюк
Чарлз Майкъл „Чък“ Паланюк (на английски: Charles Michael "Chuck" Palahniuk) е американски трансгресивен писател и журналист.
Най-популярният му и награждаван роман е „Боен клуб“, по който по-късно е направен филм, режисиран от Дейвид Финчър и с участието на Брад Пит, Едуард Нортън и Хелена Бонъм Картър. Живее край Портланд, но често отсяда в родния си щат Вашингтон в близост до Сиатъл.

## Биография
Паланюк е роден на 21 февруари 1962 г. в Паско, Вашингтон. Той е син на Карол и Фред Паланюк и е израснал заедно с тях в каравана в Бърбанк, щата Вашингтон. Родителите му по-късно се разделят и често го оставят с 3-та му братя и сестри при техните баба и дядо във ферма в Източен Вашингтон. Неговият дядо по бащина линия е украиненц и емигрира в Ню Йорк от Канада през 1907 г.
През 20-те си години Паланюк следва в Орегонския университет по журналистика и се дипломира през 1986 г. Докато учи, той работи като стажант за националната обществена радиостанция KLCC в Юджийн, Орегон.
Мести се в Портланд скоро след това. Пише за местния вестник за кратко и започва да работи за Freightliner като механик, продължавайки тази си работа, докато писателската му кариера бележи успех. През това време пише наръчници за поправяне на камиони.
След неангажиращо посещаване на безплатен, въвеждащ семинар, проведен от организация, наречена Landmark Education, Паланюк напуска работата си като журналист през 1988 г.
Паланюк се е занимавал с доста работа като доброволец в различни организации, докато смъртта на пациент, към който се е привързал, го кара да престане.
В зрялата си възраст е бил член на бунтовническо общество и редовен участник в техни събития. Участията му в тези дейности са вдъхновили много от творбите му и най-вече са били основата за проекта „Хаос“ в „Боен клуб“.

## Творчество

### Романи
- Боен клуб, Fight Club (1996)
- Оцелелият, Survivor (1999)
- Невидими изчадия, Invisible Monsters (1999)
- Choke (2001)
- Приспивна песен, Lullaby (2002)
- Diary (2003)
- Haunted (2005)
- Rant (2007)
- Snuff (2008)
- Pygmy (2009)
- Tell-All (2010)
- Invisible Monsters Remix (2012)
- Ненагледна моя, Beautiful You (2014)
- Make Something Up (2015)
- Fight Club 2 (2015)
- Adjustment Day (2018)

### Серия „Проклет“ (Damned)
1. Damned (2011)
2. Doomed (2013)

### Разкази
- „Fetch“ in Dark Delicacies III (2009)
- „Loser“ in Stories (2010)
- „Romance“ in Playboy (2011)

### Документална литература
- Fugitives and Refugees: A Walk in Portland, Oregon (2003)
- Stranger Than Fiction: True Stories (2004)
- You Do Not Talk About Fight Club: I Am Jack's Completely Unauthorized Essay Collection (2008) (предисловие)

### Филми
- Боен клуб, Fight Club (1999)
- Choke (2008)